# 테일러 핸들리
테일러 핸들리(Taylor Handley, 1984년 6월 1일 ~ )는 미국의 배우이다.

## 출연 작품

### 영화
- 버드 박스 (2018)

### 텔레비전
- 피시는 사춘기 (2001)
- 메이어 오브 킹스타운 (2021-현재)